# 格蘭德艾蘭鎮區 (密歇根州)
格蘭德艾蘭鎮區（英語：Grand Island Township）是位於美國密歇根州阿爾傑縣的一個行政鎮區。

## 地方資料
格蘭德艾蘭鎮區的面積為127.10平方千米，當中陸地面積為58.20平方千米，而水域面積為68.90平方千米。根據2010年美國人口普查的數據，當地共有人口35人，而人口密度為每平方千米0.28人。